# Clock Tower (jeu vidéo)
 (juin 2016).
Si vous disposez d'ouvrages ou d'articles de référence ou si vous connaissez des sites web de qualité traitant du thème abordé ici, merci de compléter l'article en donnant les références utiles à sa vérifiabilité et en les liant à la section « Notes et références ».
Clock Tower (クロックタワー Kurokku Tawā) est un jeu vidéo de type point-and-click développé par la société japonaise Human Entertainment, édité uniquement au Japon sur Super Nintendo en 1995, sur PC et PlayStation en 1997, rebaptisé pour cette dernière Clock Tower ~The First Fear~ (-クロックタワー ～ザ･ファースト･フィアー～ Kurokku Tawā ~ Za Fāsuto Fiā ~) et sur WonderSwan en 1999. Le jeu est en général perçu comme un des jeux les plus terrifiants de la Super Nintendo.
L'histoire se déroule en Norvège, en 1995. Quatre orphelines, Jennifer, Lotte, Anne et Laura, sont adoptées par Mrs. Mary Barrows, qui vit dans son manoir coupé du monde (surnommé Clock Tower à cause de son imposant clocher) avec son mari. Après avoir conduit les filles dans le hall principal, Mrs. Barrows part chercher son mari. Mais au bout de quelques minutes, inquiète de ne voir personne revenir, Jennifer se lance à sa recherche. Après avoir quitté le hall, elle entend un cri et, en revenant sur ses pas, trouve la salle vide et est maintenant poursuivie par un enfant défiguré portant une paire de cisailles à haie, le Scissorman. L'objectif de Jennifer sera maintenant de fuir le manoir, si possible avec ses amies.

## L'histoire
Le joueur incarne une des quatre orphelines nommée Jennifer originaire de l'orphelinat granite. Voulant explorer le manoir, Jennifer fait la rencontre du Scissorman, un slasher qui avait tué ses amis et la prend en chasse. Le joueur devra donc guider la protagoniste pour avoir une chance d'échapper au manoir et d'éviter le carnage.

### Résumé
Après avoir trouvé le hall vide, Jennifer fera la rencontre du scissorman soit en trouvant Laura morte dans une douche, Anne empalée par le scissorman à travers un vitrail ou Anne noyée par le scissorman dans la piscine.
En explorant le manoir, Jennifer apprend les véritables intentions de Mary (soit en trouvant M. Simon Barrows enfermé dans une cellule dans la cour, soit en trouvant un cadavre qui s’avère être le père de Jennifer dans une pièce cachée) et que le scissorman est en fait son fils, Bobby.
Ensuite, Jennifer doit entrer dans une église après en avoir obtenu la clé en se battant contre une poupée possédée dans la chambre de Bobby, et accède aux catacombes du manoir ou elle trouve Mary Barrows, et la suit. Jennifer trouve alors Lotte mourante sur un autel (si cette dernière n'a pas sauvé Jennifer de Simon Barrows, et est ensuite abattue par Mary), qui lui parle des communicateurs de l'horloge. Ensuite, Jennifer trouve une créature difforme qui s’avère être Dan, le frère jumeau de Bobby, qui essaye de la tuer avant d’être accidentellement immolé par Jennifer qui a fait tomber un bidon de Kérosène sur une chandelle avoisinante durant sa fuite. 
Jennifer trouve ensuite un ascenseur dans les catacombes et accède à la tour de l'horloge, ou elle finit par vaincre Bobby. 
Plusieurs fins sont ensuite possibles (voire peuvent se dérouler plus tôt), mais la suite de la série laisserait penser qu'une des fins qui se passe à partir d'ici soit la « vraie » fin (voir ci-dessous).

### Personnages
- Jennifer Simpson

Jennifer est la protagoniste principale et celle que dirige le joueur. Elle porte une robe bleu foncé et une chemise blanche.
- Dr. Walter Simpson

Walter est le père de Jennifer. Son cadavre se trouve dans une pièce cachée, avec la porte recouverte de plâtre. Jennifer peut découvrir et détruire ce mur. Il est identifié par Jennifer quand elle découvre sa trousse médicale sur le sol, avec son nom imprimé sur celui-ci. Jennifer peut examiner le corps et trouver un mémo qui déclenche une cinématique la montrant tenant le cadavre tout en lisant la note. La note explique qu'il avait été appelé pour aider Mary à accoucher des garçons. Après leur naissance, Dan et Bobby ont dévoré sa main droite. Il savait que quelque chose n'allait pas avec les garçons, ce qui a conduit Mary à l'enfermer dans une pièce et à plâtrer la porte.
- Anne

Anne est l'amie brune de Jennifer. Elle est l'aînée des quatre filles et elle se moque de Lotte car elle est « parano ». Elle a de longs cheveux bruns et porte une longue robe verte avec un chemisier jaune surmonté d'une veste marron. Elle peut mourir défenestrée, noyée dans la piscine, empalée par Bobby à travers un vitrail ou être jetée (comme Laura) hors de la tour de l'horloge par Mary.
- Lotte

Lotte est la meilleure amie de Jennifer. Elle a de courts cheveux roux et porte une chemise à carreaux avec un jean bleu. Elle est mal à l'aise au manoir des Barrows. Lotte peut sauver Jennifer de Simon Barrows avant d'être abattue par Mary, ou être sacrifiée dans les catacombes. Contrairement à Anne et Laura, elle ne peut être sauvée.
- Laura Harrington

Laura est blonde, vêtue d'une robe bleue. Laura se trouve soit suspendue à une douche soit à l'intérieur d'une armure, ou bien peut être jetée hors de la tour de l'horloge par Mary.
- Mary Barrows

Mary est la femme de Simon Barrows et l'antagoniste principale du jeu, même si on la voit peu. Mary est une femme toute en courbes avec des cheveux blonds. Elle est la mère de Bobby et Dan, les jumeaux démoniaques, et est impliquée dans des activités occultes.
- Bobby Barrows, alias le scissorman

Bobby est l'antagoniste secondaire du jeu . Bobby est un enfant de 9 ans au visage déformé, vêtu d'un uniforme scolaire et qui brandit une paire de ciseaux. Bobby ne parle jamais mais il rit à chaque fois que Jennifer est terrifiée (tout en dansant de joie). Il meurt en tombant de la tour de l'horloge, désorienté par le bruit des cloches.
- Dan Barrows

Dan est le frère de Bobby et un antagoniste mineur du jeu. Dan est une bête violette et difforme qui passe son temps dans les grottes. Lorsque Jennifer le trouve, il la pourchasse mais est tué quand elle enflamme accidentellement une boîte de kérosène sur une bougie.
- Simon Barrows

Il est l'époux de Mary et le père de ses jumeaux. Pour une raison quelconque, Mary l'enferme dans une cage. En raison de son emprisonnement pendant une longue période et le manque de nourriture, Simon devient fou. Il peut en effet essayer de manger Jennifer si elle ne lui donne pas le jambon de la cuisine.

## Fin possibles
- Fin S

Après avoir tué Bobby, Jennifer trouve Anne ou Laura évanouies dans le clocher. Mary arrive alors et attaque Jennifer mais est repoussée et poussée dans le vide par des corbeaux, que Jennifer a libéré d'une cage plus tôt dans le jeu. Jennifer est ensuite rejointe par sa seule amie survivante pour les crédits.
- Fin A

Après la mort de Bobby, l'orpheline survivante arrive et serre Jennifer dans ses bras. Mais Mary sort de l'ombre et jette l'amie de Jennifer dans le vide, avant d'être elle-même poussée par les corbeaux.
- Fin B

Après avoir vu toutes ses amies mourir (et / ou n'avoir pas libéré les corbeaux), Jennifer va au clocher (3e étage) avec l'ascenseur, juste après la mort de Bobby. Mary, hystérique à cause de la mort de ses deux enfants, tente d'étrangler Jennifer. Jennifer réussit à repousser Mary sur le panneau de contrôle de l'horloge, l'électrocutant.
- Fin C

À l'intérieur de l'ascenseur, Jennifer appuie sur le bouton pour le deuxième étage et trouve Mary dans le hall. Après avoir vu le cadavre de son père ou avoir fait face à Mary, Jennifer fuit Mary avant qu'elle ne l'attaque avec un couteau. Jennifer évite Mary et grimpe sur une échelle pour atteindre la tour de l'horloge. Cependant, Mary saisit la jambe de Jennifer alors qu'elle grimpe. Jennifer se libère de la poigne de Mary et elle est jetée dans le vide. Au sommet de la tour de l'horloge, Jennifer fait face à Bobby qui est décidé à venger sa mère et son frère, mais elle active les cloches de l'horloge qui désorientent Bobby, et il tombe du haut de la tour. Canoniquement, il s'agit de la « vraie » fin du jeu.
- Fin D

À l'intérieur de l'ascenseur, Jennifer appuie sur le bouton pour le deuxième étage et trouve Mary dans le hall. N'ayant pas vu le cadavre de son père, Jennifer parle à Mary, qui la console en lui disant qu'elle est en sécurité maintenant. Jennifer se dirige vers Mary qui la poignarde dans la poitrine avec un couteau. Dans son dernier souffle, Jennifer demande « pourquoi » et Mary se tient là avec un sourire mauvais.
- Fin E

À l'intérieur de l'ascenseur, Jennifer appuie sur le bouton pour le troisième étage, et l'ascenseur s'arrête brusquement. Bobby tombe dans l'ascenseur par un grillage de ventilation. L'écran devient noir et on entend les cris de Jennifer.
- Fin F

Si Jennifer ne voit pas Lotte mourir, elle va continuer le jeu normalement jusqu'à la séquence d'ascenseur. En entrant dans l'ascenseur, les portes se ferment. Bobby attaque Jennifer hors-champ, et du sang coule sous les portes de l'ascenseur.
- Fin G

Si Jennifer voit deux de ses amies mourir, elle s'enfuit avec la voiture. Un texte nous apprend ensuite que Jennifer a été retrouvée morte trois jours plus tard dans sa chambre. La cause de cette fin n'est pas claire, les théories les plus courantes disent qu'elle est tuée par un membre des Barrows, ou qu'elle s'est suicidée après la perte de ses amies.
- Fin H

Jennifer tombe par hasard sur une voiture dans le garage et trouve la clé dans une caisse. Elle est incapable de quitter ses amies dans la maison, mais après trois tentatives pour entrer dans la voiture, elle réussit et s'échappe. Dans la scène suivante, on voit une paire de ciseaux dépasser du siège arrière puis l'écran devient noir et on entend Jennifer crier.

## Système de jeu
Clock Tower est avant tout un point-and-click. Les mouvements de Jennifer et les interactions avec le décor sont contrôlés avec un curseur, ou le joueur doit cliquer dans la direction où il veut aller ou l'objet qu'il veut observer, utiliser ou prendre pour résoudre certaines énigmes. Par ailleurs, il n'est pas obligatoire de faire toutes les énigmes du jeu, mais les différentes actions effectuées (ou pas) par le joueur influenceront la fin du jeu.
L'une des principales caractéristiques du jeu est le scissorman, qui poursuivra Jennifer jusqu'à la fin du jeu, à l'image du Némésis de Resident Evil 3. Bien que n'étant pas toujours à sa poursuite, il peut tomber à n'importe quelle moment et se cacher n'importe où, prenant Jennifer par surprise. Mais scissorman n'est pas le seul danger, car d'autres éléments dans la maison peuvent être fatals à Jennifer.
À la différence d'autres survival horror, le personnage principal ne dispose pas d'arme et reste généralement sans défense, pouvant au mieux ralentir ou faire fuir le scissorman (en remplissant l'air d'une pièce d'insecticide, par exemple). Mais généralement, il faudra fuir ou se cacher en attendant qu'il arrête de chercher Jennifer.
À la place d'une barre de vie, Jennifer dispose d'une « barre d'anxiété » qui représente son niveau de stress, pouvant aller du bleu (calme) au rouge (panique), et qui montera à chaque fois qu'un événement marquant arrivera (rencontre avec le scissorman, situation stressante…). Le niveau de stress influe le « panic mode », où le joueur doit appuyer frénétiquement sur un bouton pour fuir ou se défendre. Plus le niveau de stress est élevé, plus le joueur devra appuyer vite. Pour retrouver un niveau de stress normal, il faut se reposer pendant un moment.

## Inspiration
Il semblerait que le jeu s'inspire des films du réalisateur Dario Argento (réalisateur de giallo, thriller italien). D'ailleurs, les développeurs ont avoué s’être inspiré de Phenomena (les héroïnes s’appellent Jennifer et sont physiquement identiques, l’assassin est un enfant difforme aidé par sa mère — ressemblant aussi à Mrs. Barrows —, larves sortant du lavabo…), mais on trouve aussi d'autres références aux films de Argento, comme Suspiria (victime qui tombe à travers un vitrail, la dominance de l'éclairage rouge et bleu, thème de la sorcellerie…) ou Les Frissons de l'angoisse (poupée pendue, cadavre caché dans une pièce emmurée dont le protagoniste doit casser un mur…).
Selon les développeurs, Scissorman serait quant à lui inspiré du film slasher Carnage (The Burning), où le tueur tue aussi avec une paire de ciseaux.